# Sebastian Coe

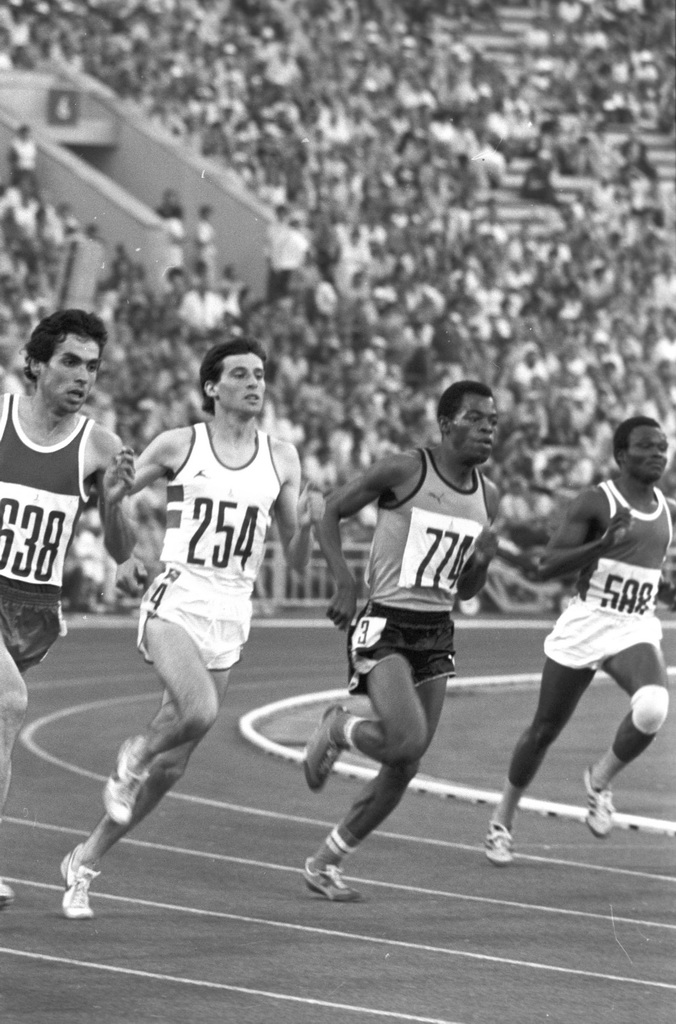
Sebastian Coe (nr. 254) op weg naar de zilveren medaille op de 800 m tijdens de OS van 1980.

Sebastian Newbold Coe, Baron Coe CH KBE (Londen, 29 september 1956) is een voormalige Britse (Engelse) atleet, lid van de Conservatieve Partij en tevens voorzitter van het organisatiecomité van de Olympische Zomerspelen 2012. Gedurende zijn sportieve carrière won Coe vier olympische medailles, waarvan twee gouden en twee zilveren. Daarbij brak hij acht outdoor en drie indoor wereldrecords op de middellange afstanden. Nog altijd heeft hij het Europees record in handen op de 1000 m. Dit record van 2.12,18 liep hij op 11 juli 1981 in Oslo. In Engelstalige landen wordt hij vaak aangeduid als Lord Coe.

## Biografie

### Start atletiekloopbaan
Coe werd geboren in Londen, maar groeide op in Sheffield, waar hij op twaalfjarige leeftijd in aanraking kwam met de atletieksport. Hij werd lid van de atletiekvereniging Hallamshire Harriers en specialiseerde zich al snel op de middellange afstanden. Zijn eerste coach was zijn vader Peter Coe en zijn eerste aansprekende overwinning behaalde hij op de 800 m tijdens de Europese indoorkampioenschappen in 1977 in San Sebastian.

### Eerste wereldrecords
In 1979 brak Coe in Oslo de wereldrecords op de 800 m en op de mijl. Later dat jaar zou hij in Zürich het wereldrecord op de 1500 m aanscherpen. De meest bekende wedstrijden tussen Coe en Steve Ovett vonden plaats tijdens de Olympische Spelen van 1980 in Moskou, waar beiden juist op de specialiteit van de ander olympisch kampioen werden. Ovett versloeg Coe op de 800 m en boekte zijn eerste nederlaag in 45 wedstrijden op de 1500 m.

### Olympische titel geprolongeerd
In de jaren tachtig kwamen zijn voornaamste concurrenten Steve Ovett en Steve Cram uit eigen land. In 1981 liep Coe opnieuw twee wereldrecords op de 800 m en op de 1000 m. Het wereldrecord dat hij op de 800 m liep, hield zestien jaar stand en werd in 1997 gebroken door Wilson Kipketer. Datzelfde jaar werd hij benoemd tot Lid van de Orde van het Britse Rijk. In 1984 in Los Angeles nam Coe voor de tweede keer deel aan de Olympische Spelen en haalde hij dezelfde medailles als vier jaar daarvoor. Anno 2022 is hij nog altijd de enige atleet die zijn olympische titel op de 1500 m heeft weten te verdedigen.

### Parlementslid
Coe werd in 1990 benoemd tot Officier in de Orde van het Britse Rijk. Na zijn actieve sportloopbaan werd hij in 1992 verkozen voor de Conservatieve Partij in het Parlement voor het kiesdistrict Falmouth and Camborne Hij verloor zijn zetel in 1997 en werd in 2000 benoemd tot Baron Coe of Ranmore in Surrey. Hij is na het organiseren van de Olympische Zomerspelen 2012 opgenomen in de Orde van de Eregezellen.
Toen Londen zich beschikbaar stelde voor de organisatie van de Olympische Zomerspelen 2012, werd Coe benoemd tot ambassadeur en bestuurslid van de organisatie. Na de ontslagname van Barbara Cassani in mei 2004 werd hij als nieuwe voorzitter verkozen. Op 6 juli 2005 presenteerde Coe het project van Londen aan het IOC en werden de Spelen aan Londen toegewezen.

### IAAF-bestuurslid
Sinds 2007 maakte Coe ook deel uit van het bestuur van de IAAF, de overkoepelende atletiekorganisatie. Tijdens een IAAF-congres in Osaka op 22 augustus 2007 werd hij gekozen tot vicepresident, tezamen met wereldrecordhouder polsstokhoogspringen Sergej Boebka. Beiden zouden vier jaar lang deel uitmaken van het IAAF-bestuur. In 2011 werden beiden voor vier jaar herkozen. Ten slotte werd Coe in 2015 verkozen tot voorzitter van de IAAF. Hij klopte in de stemming Sergej Boekba met 115-92.
In 2012 werd hij opgenomen in de IAAF Hall of Fame.

## Titels
- Olympisch kampioen 1500 m - 1980, 1984
- Europees kampioen 800 m - 1986
- Europees indoorkampioen 800 m - 1977
- Brits kampioen 800 m - 1978

## Wereldrecords

### Outdoor

#### 800 m
- 1979 - 1.42,33 - Oslo
- 1981 - 1.41,73 - Florence

#### 1000 m
- 1980 - 2.13,40 - Oslo
- 1981 - 2.12,18 - Oslo

#### 1 Eng. mijl
- 1979 - 3.48,95 - Oslo
- 1981 - 3.48,53 - Zürich
- 1981 - 3.47,33 - Brussel

### Indoor

#### 800 m
- 1981 - 1.46,81 - Cosford
- 1983 - 1.44,91 - Oslo

#### 1000 m
- 1983 - 2.18,58 - Cosford

## Persoonlijke records
Outdoor
| Onderdeel   | Prestatie           | Datum            | Plaats   |
| ----------- | ------------------- | ---------------- | -------- |
| 400 m       | 46,87               | 1979             | Londen   |
| 800 m       | 1.41,73 (ex-WR, NR) | 10 juni 1981     | Florence |
| 1000 m      | 2.12.18 (ex-WR)     | 11 juli 1981     | Oslo     |
| 1500 m      | 3.29,77             | 7 september 1986 | Rieti    |
| 1 Eng. mijl | 3.47,33 (ex-WR)     | 28 augustus 1981 | Brussel  |
| 2000 m      | 4.58,84             | 5 juni 1982      | Bordeaux |
| 3000 m      | 7.54,32             | 1979             |          |
| 5000 m      | 14.06,2             | 1980             |          |

Indoor
| Onderdeel | Prestatie | Datum         | Plaats  |
| --------- | --------- | ------------- | ------- |
| 800 m     | 1.44,91   | 12 maart 1983 | Cosford |
| 3000 m    | 7.54,32   | 1986          |         |

## Prestaties

### 400 m
- 1981:  Universiade

### 800 m
- 1977:  EK indoor - 1.46,54
- 1977:  Memorial Van Damme - 1.46,31
- 1978:  EK - 1.44,76
- 1978:  Memorial Van Damme - 1.44,3
- 1979:  Europacup - 1.47,28
- 1980:  OS - 1.45,85
- 1981:  Europacup - 1.47,03
- 1981:  Wereldbeker - 1.46,16
- 1982:  EK - 1.46,68
- 1984:  OS - 1.43,66
- 1986:  EK - 1.44,50
- 1988:  Grand Prix Finale - 1.47,87

### 1500 m
- 1975:  EJK - 3.45,2
- 1980:  OS - 3.38,4
- 1984:  OS - 3.32,53 (OR)
- 1986:  EK - 3.41,67
- 1989:  Wereldbeker - 3.35,79

### 1 Eng. mijl
- 1979:  Bislett Games - 3.48,95 (WR)
- 1981:  Memorial Van Damme - 3.47,33 (WR)

| Logo van de Olympische Spelen | Goud | Zilver | Brons | Logo van de Olympische Spelen |
|                               | 2    | 2      | 0     |                               |

## Onderscheidingen
- IAAF Hall of Fame - 2012

1896: Teddy Flack ·
1900: Charles Bennett ·
1904: Jim Lightbody ·
1908: Mel Sheppard ·
1912: Arnold Jackson ·
1920: Albert Hill ·
1924: Paavo Nurmi ·
1928: Harri Larva ·
1932: Luigi Beccali ·
1936: Jack Lovelock ·
1948: Henry Eriksson ·
1952: Josy Barthel ·
1956: Ron Delany ·
1960: Herb Elliott ·
1964: Peter Snell ·
1968: Kipchoge Keino ·
1972: Pekka Vasala ·
1976: John Walker ·
1980: Sebastian Coe ·
1984: Sebastian Coe ·
1988: Peter Rono ·
1992: Fermín Cacho ·
1996: Noureddine Morceli ·
2000: Noah Ngeny ·
2004: Hicham El Guerrouj ·
2008: Asbel Kiprop ·
2012: Taoufik Makhloufi ·
2016: Matthew Centrowitz ·
2020: Jakob Ingebrigtsen ·
2024: Cole Hocker
- Bibliothèque nationale de France: cb14043425q (data)
- CiNii: DA09817472
- Gemeinsame Normdatei: 118833332
- World Athletics: 14354392
- International Standard Name Identifier: 0000 0001 0937 9465
- Library of Congress Control Number: n81049438
- Bibliotheek van het Japanse parlement: 00436247
- Nationale bibliotheek van Australië: 36519182
- Nationale Bibliotheek van Israël: 987012798088105171
- Nederlandse Thesaurus van Auteursnamen: 07048712X
- SNAC: w68k9nsr
- Système universitaire de documentation: 073267570
- Trove: 1269077
- Virtual International Authority File: 114898222
- WorldCat: E39PBJrgPhJT7wRJGPYH9hdJDq